# Aquagranda
Aquagranda ist eine Oper in einem Akt für Solisten, Chor, Orchester und Elektronik von Filippo Perocco (Musik) mit einem Libretto von Roberto Bianchin und Luigi Cerantola. Er schrieb sie im Auftrag des Teatro La Fenice anlässlich des 50. Jahrestages der venezianischen Flutkatastrophe von 1966. Die Uraufführung fand dort am 4. November 2016 statt.

## Handlung
Am 4. November 1966 erreichte die jährliche Überschwemmung, das Acqua alta, in Venedig eine Rekordhöhe von fast 2 Metern und setzte fast die ganze Stadt unter Wasser. Die Oper schildert die Ereignisse aus der Sicht einfacher Leute wie des realen späteren Restaurantbesitzers Ernesto Ballarin auf der vorgelagerten Insel Pellestrina.
Zu Beginn der Oper beobachten die beiden Fischer Fortunato und Nane den steigenden Wasserpegel. Während sich Fortunato um die Zukunft sorgt, ist Nane zuversichtlich, dass sich die Flut bald wieder zurückziehen werde.
Der junge Ernesto teilt seinem Vater Fortunato mit, dass er Pellestrina verlassen wolle, um andernorts sein Glück zu versuchen. Sein Vater versucht vergeblich, ihn umzustimmen. Ernesto möchte zusammen mit seiner Frau Lilly auf den Markt gehen, um Schuhe für die Reise zu kaufen. Da erscheint der Apotheker Luciano mit der Nachricht, dass im Radio von schlimmen Unwettern in ganz Europa berichtet werde.
Gegen Mitternacht ist der Wasserpegel auf einen Meter gestiegen. Die Frauen können vor Sorge nicht schlafen. Die Insel wird allmählich überflutet, und der Strom fällt aus. Ein gewaltiges Krachen ertönt, und der Polizist Cester teilt den Einwohnern mit, dass der zweihundert Jahre alte Damm gebrochen ist.
Inzwischen hat das Wasser den zweiten Stock erreicht. Alle fürchten um ihr Leben. Cester verkündet über einen Lautsprecher die Evakuierung der Insel. Da sich sein Vater weigert, das Haus zu verlassen, beschließt Ernesto, bei ihm zu bleiben. Nachdem die meisten Einwohner das Dorf verlassen haben, kommt Cester mit den wenigen anderen verbliebenen Einwohnern und einer weißen Signalfahne zu ihm. Noch gibt es kein Anzeichen für ein Zurückweichen der Flut.
Nach einiger Zeit bemerkt Fortunato als erster, dass der Scirocco, der die Fluten in Richtung Land getrieben hatte, nachlässt. Das Wasser sinkt allmählich wieder. Die Evakuierten, darunter Ernestos Frau Lilli und ihre Freundin Leda, kehren zurück, und alle feiern. Das Dorf wird wieder aufgebaut werden.

## Gestaltung
Die einaktige Oper besteht aus zwölf Szenen und einem Epilog.
Die musikalische Struktur ist den eigenen Worten des Komponisten zufolge aus Fragmenten, unreinen Klängen, „Tonschnipseln“ und „akustischen Trümmern“ zusammengesetzt. Der Text des Librettos wird in der Musik nicht inhaltlich gedeutet. Die Worte sind stattdessen in einzelne Phoneme aufgebrochen, die das Orchester verdoppelt und verzerrt. Erst zum dramatischen Höhepunkt in der vorletzten Szene entwickeln sich einige wenige melodische Themen.
Die Hauptrolle ist dem Chor zugewiesen, der von beiden Seiten der Szene als „Stimme der Lagune“ am Anfang und Ende die destruktive Macht des Wassers verkündet und im Verlauf der Oper stetig die Gefühle der Protagonisten begleitet. Das „Stimmgewebe“ und der Stereo-Effekt des Chores wecken gelegentlich Assoziationen an die venezianischen Altmeister Claudio Monteverdi oder Giovanni Gabrieli. Die spezielle Kompositionstechnik steht zudem in der Nachfolge der jüngeren venezianischen Komponisten Bruno Maderna und Luigi Nono. Der Musikjournalist Dieter David Scholz beschrieb die Klangwirkung mit den Worten: „Peroccos Musik gluckst und gurgelt, wispert und donnert, singt und schreit so unbändig wie das Meer.“

## Werkgeschichte
Der Komponist Filippo Perocco ist einer der Begründer des Ensembles für zeitgenössische Musik L’arsenale. Seine Oper Aquagranda ist ein Auftragswerk des Teatro La Fenice in Venedig, das damit an den 50. Jahrestag der Flutkatastrophe von 1966 erinnern wollte. Der Librettist Luigi Cerantola verarbeitete dazu in Zusammenarbeit mit dem Operndirektor Damiano Michieletto den Roman Acqua Granda. Il Romanzo dell’alluvione von Roberto Bianchin. Seine Verse sind gekennzeichnet durch „unregelmäßige Zeilen mit reichlich couleur locale, hohem Dialektanteil, onomatopoetischen Sprachfetzen und Volksliedfragmenten“ (Opernwelt).
Bei der Uraufführung am 4. November 2016 im Teatro La Fenice sangen Andrea Mastroni (Fortunato), Mirko Guadagnini (Ernesto), Giulia Bolcato (Lilli), Silvia Regazzo (Leda), Vincenzo Nizzardo (Nane), William Corrò (Luciano) und Marcello Nardis (Cester). Chor und Orchester des Teatro La Fenice wurden geleitet von Marco Angius. Die Regie hatte Damiano Michieletto, das Bühnenbild stammte von Paolo Fantin, die Kostüme von Carla Teti, das Lichtdesign von Alessandro Carletti und die Choreographie von Chiara Vecchi. Die Oper wurde mit einer Wasserinstallation (eine große Glaswand füllt sich langsam mit Wasser, bricht und überflutet die Bühne) sowie filmischen Ausschnitten aus alten Nachrichtensendungen und neueren Dokumentationen angereichert und wie eine „gigantische Multimediashow“ aufgeführt. Die Produktion war ein großer Erfolg und wurde vom Publikum begeistert gefeiert.
Ein Mitschnitt der Aufführung vom 10. November 2016 wurde für ein Jahr auf der Internetseite Culturebox bereitgestellt.